# 1-ша парашутна армія (Третій Рейх)
 1-ша парашу́тна а́рмія (нім. 1. Fallschirm-Armee) — повітряно-десантне об'єднання Третього Рейху, створена у березні 1944, з вересня 1944 дислокувалася на Західному фронті (на Рейні).

## Склад
У вересні 1944:
- 2-й повітряно-десантний корпус
- 2-й танковий корпус СС
- 12-й корпус СС
- 86-й армійський корпус
- 526-та піхотна дивізія

У лютому 1945:
- 2-й парашутний корпус
- 47-й армійський корпус
- 63-й армійський корпус
- 86-й армійський корпус
- танкова навчальна дивізія

У квітні 1945:
- 2-й повітряно-десантний корпус
- 86-й армійський корпус

## Командувачі
- з 4 вересня 1944 — генерал-полковник Курт Штудент
- з 18 листопада 1944 — генерал парашутних військ Альфред Шлемм
- з 20 березня 1945 — генерал від інфантерії Гюнтер Блюментрітт
- з 10 квітня 1945 — генерал-полковник Курт Штудент
- з 28 квітня 1945 — генерал від інфантерії Еріх Штраубе